# يوهانس شميت (محامي)
يوهانس شميت (بالألمانية: Johannes Schmidt)‏ هو محامي ألماني، ولد في 11 مارس 1908 في غوتا في ألمانيا، وتوفي في 23 ديسمبر 1976 في أوفنباخ أم ماين في ألمانيا.